# تاتيانا سوروكو
تاتيانا نيكولاييفنا سوروكو  (بالإنجليزية: Tatiana Sorokko)‏ (الروسية:Татьяна Николаевна Сорокко ؛ من مواليد 26 ديسمبر 1971 ؛ ني إيليوشينا) عارضة أزياء روسية أمريكية المولد، وصحيفة أزياء ومقتنية الأزياء الراقية. سيرت على مدارج لأبرز المصممين وبيوت الأزياء في العالم، وظهرت على أغلفة مجلات الأزياء الرائدة، وأصبحت أول عارضة أزياء روسية في فترة ما بعد الاتحاد السوفيتي تحصل على اعتراف دولي. بعد عروض الأزياء، عملت سوروكو كمحرر مساهم لمطبوعات مثل مجلة فوغ وفانيتي فير وهاربر بازار. كان أسلوبها الشخصي المتميز ومجموعتها الخاصة من ملابس الأزياء الراقية ذات الأهمية التاريخية موضوعًا لمعارض المتحف في روسيا والولايات المتحدة

## روابط خارجية
- تاتيانا سوروكو على موقع IMDb (الإنجليزية)
- تاتيانا سوروكو على موقع دليل عارضات الأزياء (الإنجليزية)
- First Soviet Model Tatiana Sorokko Exhibited Her Wardrobe وكالة أنباء نوفوستي; accessed 15 May 2014.
- A Fashionable Life: Tatiana Sorokko profile, thefashionspot.com (Harper's Bazaar feature); accessed 15 May 2014.